# لاودرديل ليكس
لاودرديل ليكس (بالإنجليزية: Lauderdale Lakes)‏ هي مدينة أمريكية تقع في ولاية فلوريدا. تبلغ مساحة هذه المدينة 9.4 (كم²)،ويبلغ عدد سكانها 32593 نسمة حسب إحصاء سنة 2010 م 32593.

## أعلام
- ريان ريد
- فريد ديلوكا
- إدي جاكسون
- ميجر رايت